# Hendrik van Borssum Buisman
Hendrik van Borssum Buisman (Wieringerwaard, 1 januari 1873 - Haarlem, 15 oktober 1951) was een Nederlands portretschilder en kastelein van Teylers Stichting.
Hendrik werd geboren als oudste zoon van de remonstrantse dominee Garrelt Buisman en zijn eerste vrouw Antonetta Cornelia Vriesendorp in het Noord-Hollandse Wieringerwaard. Hij volgde een opleiding aan de Academie voor Beeldende Kunsten in Den Haag bij Adolf le Comte en vervolgens aan de Koninklijke Academie voor Beeldende Kunsten in Antwerpen, in de portretklasse van Albrecht De Vriendt. Hierna was hij portretschilder in den Haag en later docent aan de Kunstacademie in Rotterdam. Hoewel hij ook wel landschappen en stillevens heeft geschilderd staat hij vooral bekend om zijn portretten. In 1913 werd hij aangesteld als 'kastelein' en conservator bij Teylers Stichting, in welke hoedanigheid hij de kunstcollectie van Teylers Museum beheerde. Hij trok dan ook in in het Fundatiehuis, het voormalig huis van de naamgever van het museum, waar zijn kinderen werden geboren. Hij zette zich in om de tekeningencollectie van het Museum in tentoonstellingen te tonen aan het publiek.
Zijn zoons Jan en Garrelt van Borssum Buisman waren beiden kleurenblind. Jan werd aangetrokken door de kunst, en werd ook schilder en zou samen met zijn vader in het Frans Hals Museum exposeren - zijn broer Garrelt werd militair en zou bekend worden als verzetsheld tijdens de Tweede Wereldoorlog. Jan volgde zijn vader op als kastelein en ruim 20 jaar later ook als conservator.
- Biografisch Portaal: 02403445
- Nederlandse Thesaurus van Auteursnamen: 129045497
- RKD-Nederlands Instituut voor Kunstgeschiedenis: 10859
- Union List of Artist Names: 500109551
- Virtual International Authority File: 96501884
- WorldCat: E39PBJgCPCpTcmcGjTPbmmJxDq